# 児玉和土
児玉 和土（こだま かずと、1976年- ）は、日本の映像作家、映画監督、脚本家。

## 人物
秋田県出身。秋田県立秋田高等学校を経て、早稲田大学第一文学部卒業、一橋大学大学院言語社会研究科修士課程修了、同博士課程中退。
学生時代から映画スタッフとして働く傍ら、自主映画制作を始め、ぴあフィルムフェスティバル等の複数の映画祭での入選・入賞を果たす。
2006年に監督作品『ひかりのくに』が大阪市映像文化振興事業シネアスト・オーガニゼーション・大阪エキシビション（ＣＯ２）でシネアスト大阪市長賞（グランプリ）受賞。
2007年には文化庁委託事業の「若手映画作家育成プロジェクト」に選ばれた。

## 監督・脚本作品
- 自主映画『ダム・ガール』(2005年）

　ぴあフィルムフェスティバル2006入選
- 映画『ひかりのくに』（2006年）

　出演：吉岡睦雄 / 遠藤祐美　他
　第2回ＣＯ２シネアスト大阪市長賞（グランプリ）
　TAMA CINEMA FORUM主演男優賞（吉岡睦雄）
- ほんとうにあった怖い話　着信ファイナル（2006年10月）
- オリジナルビデオ『ほんとにあった! 呪いのビデオ 22 - 41』（2006年- 2011年）
- 映画『さよなら、ジョージ・アダムスキー』（2008年）

　出演：柄本佑 / 尾上寛之 / 斎藤洋介　他
- 映画『口裂け女０ビギニング』（2008年）

　出演：遠藤舞 / 柳憂怜 / 品川徹　他
- Vシネマ『リアル隠れんぼ』（2009年）
- オリジナルビデオ『封印映像 1-6 』（2010年-2011年）
- オリジナルビデオ『闇動画 1-25』（2012年-）
- Vシネマ『ヒトコワ』

　出演：飛鳥凜 / 我妻三輪子 / 岡本杏理 / 早織 / 川久保拓司　他
- Vシネマ『ヒトコワ２』

　出演：岡本あずさ / 岸明日香　他
- Vシネマ『ヒトコワ３』

　出演：森川葵 / 星名美津紀　他
- Vシネマ『ダスク　死を呼ぶ女』（2013年）

　出演：守屋文雄 / 緑川静香　他
- ドラマ『ヒトコワ』（2018年7月-9月放送）

　出演：松田るか / 高田里穂 / 井桁弘恵 / 秋本帆華 / 大和田南那 / 山崎真実 / 小倉優香 / 華村あすか / 佐藤乃莉　他
- Netflixオリジナルアニメ『ソードガイ The Animation』（2018）※脚本
- ドラマ『妖怪人間ベラ 〜Episode 0〜』（2020）※ストーリー原案
- 映画『他人は地獄だ』(2024)                                  主演：八村倫太郎 / 柳俊太郎   他

## 論文
- 「漂泊する光--神代辰巳の遺作『インモラル 淫らな関係』について」一橋論叢. 133(3) (通号 773) 2005年3月